# Waneci
Waneci även Waṇetsi vanligen kallad Tarīno  och ibland Tsalgari, är en distinkt variant av pashto och betraktas av vissa som ett eget språk. Waneci uppvisar i vissa fall likheter med pamirspråket munji, och fungerar som en slags brygga mellan detta och pashto. Det anses möjligen representera en mer arkaisk eller mycket tidig form av pashto.
Språket talas av Tareen-folket i Balochistan, Pakistan, främst i Harnai (هرنای) samt i området Chawter (چوتېر) i Sanjawi, norra Balochistan.
Språket är hotat på grund av bristande uppmärksamhet och låg uppskattning bland utomstående.